# Felsőderna
Felsőderna (románul Derna) falu Romániában, Bihar megyében.

## Fekvése
A település Bihar megye északkeleti részén, Nagyváradtól északkeletre, Élesdtől északnyugatra fekszik.

## Nevének eredete
Nevét a Derna-patakról kapta, melynek neve szláv eredetű és jelentése "gyepes". Felső- előtagját a szomszédos Alsódernától való megkülönböztetésül kapta.

## Története
Területe már ősidők óta lakott. Határában a dákok várat építettek, valamint a középkorban a közigazgatásilag Felsődernához tartozó Újsástelek határában egy földvár állt, amelyek maradványa ma is megvan.
A települést 1406-ban említi először írott forrás, Oláhdarna néven. Jelenlegi neve először 1472-ben említik, Felsewdarna néven. Az 1880-as években elkezdődött az aszfalt bányászata és feldolgozása a településen. A bányát az 1990-es évek elején bezárták.
A trianoni békeszerződésig Bihar vármegye Margittai járásához tartozott. A második bécsi döntés értelmében újra visszakerült Magyarországhoz, de 1944-ben a szovjetek szállták meg, majd újra Románia része lett.

## Népesség
A települést 1880-ban még csak 199 fő, ebből 172 román, 7 magyar (3,5%), 11 német, 9 egyéb nemzetiségű lakta. A gyáripar fejlődése miatt azonban a lakosság száma is rohamosan megnőtt. 1910-ben már 1302 lakosa volt a településnek, melyből 826 magyar (63,4%), 347 román, 44 német, 31 szlovák és 54 cigány volt.
2002-ben 1020 lakosa volt, közülük 558 fő (54,7%) román, 288 (28,2%) szlovák, 165 (16,2%) magyar, 7 (0,7%) cigány és 2 (0,2%) német.
Jelenleg a faluban 5 óvoda és 5 általános iskola működik. A lakosok többsége a gyáriparban dolgozik, vagy földműveléssel és állattenyésztéssel keresi meg kenyerét.